# Abdelmajid Dolmy
Abdelmajid Al-Dolmy (arab. ‏عبد المجيد الظلمي‎; ur. 19 kwietnia 1953 w Casablance, zm. 27 lipca 2017 tamże) – marokański piłkarz grający na pozycji obrońcy.

## Kariera klubowa
Abdelmajid Dolmy rozpoczął karierę piłkarską w 1970 roku w klubie Raja Casablanca i grał w nim do 1987 roku. Z Rają trzykrotnie zdobył Puchar Maroka w 1974, 1977, 1982 roku.
W 1987 przeszedł do lokalnego rywala Centrale Laitière Casablanca, w którym grał do 1990. Ostatni sezon w karierze spędził w Raja Casablanca.

## Kariera reprezentacyjna
W reprezentacji Maroka Abdelmajid Dolmy grał w latach 1973–1988.
W 1976 roku wygrał z reprezentacją Maroka mistrzostwo Afryki na turnieju w Etiopii.
W 1980 i 1981 roku uczestniczył w przegranych eliminacjach do mistrzostw świata 1982. W 1984 uczestniczył w igrzyskach olimpijskich w Los Angeles.
W 1985 roku uczestniczył w zakończonych sukcesem eliminacjach do mistrzostw świata 1986.
Na Mundialu w Meksyku Abdelmajid Dolmy był podstawowym zawodnikiem i wystąpił we wszystkich czterech meczach Maroka z reprezentacją Polski, reprezentacją Anglii, reprezentacją Portugalii oraz w drugiej rundzie z reprezentacją RFN.